# Čakanec
Čakanec is een plaats in de gemeente Kravarsko in de Kroatische provincie Zagreb. De plaats telt 83 inwoners (2001).